# Büttendorf
Büttendorf ist eine Ortschaft der Gemeinde Hüllhorst im nordrhein-westfälischen Kreis Minden-Lübbecke. Der Ort hat rund 800 Einwohner.

## Geschichte
Bis zur Franzosenzeit gehörte der Ort zur Vogtei Quernheim im Amt Reineberg des Fürstentums Minden. Von 1807 bis 1810 gehörte der Ort zum Kanton Reineberg des napoleonischen Satellitenstaats Königreich Westphalen. Von 1811 bis 1813 gehörte Büttendorf unmittelbar zu Frankreich und dort zur Mairie Hüllhorst im Kanton Quernheim des Arrondissements Minden im Departement der Oberen Ems.
1816 kam Büttendorf zunächst zum neuen Kreis Bünde und 1832 zum Kreis Lübbecke. Bis zum 31. Dezember 1972 war Büttendorf eine Gemeinde im Amt Hüllhorst. Am 1. Januar 1973 wurde der Ort nach Hüllhorst eingemeindet.

## Naturschutzgebiete
Südöstlich von Büttendorf liegt das Naturschutzgebiet Benkhöfer Bruch.